# Cryptosepalum congolanum
Cryptosepalum congolanum es una especie de fanerógama perteneciente a la familia de las fabáceas. Es originaria de África.

## Descripción
Es un árbol que alcanza los 10-12 m de altura y su tronco de ± 15 cm de diámetro. Se encuentra en las formaciones ribereñas periódicamente inundadas de la República Democrática del Congo, Camerún y Gabón.

## Taxonomía
Cryptosepalum congolanum fue descrita por (De Wild.) J.Léonard y publicado en Flore du Congo Belge et du Ruanda-Urundi 3: 483. 1952.